# Lijst van voetbalinterlands Botswana - Malawi (vrouwen)
Deze lijst van voetbalinterlands is een overzicht van alle officiële voetbalinterlands tussen de nationale vrouwenteams van Botswana en Malawi. De landen hebben tot nu toe drie keer tegen elkaar gespeeld. 

## Wedstrijden
| № | Plaats         | Datum             | Competitie                       | Wedstrijd         | Uitslag |
| - | -------------- | ----------------- | -------------------------------- | ----------------- | ------- |
| 1 | Ibhayi         | 12 september 2018 | COSAFA Women's Championship 2018 | Botswana − Malawi | 2 − 0   |
| 2 | Port Elizabeth | 2 september 2022  | COSAFA Women's Championship 2022 | Botswana − Malawi | 1 − 1   |
| 3 | Port Elizabeth | 23 oktober 2024   | COSAFA Women's Championship 2024 | Botswana − Malawi | 1 − 1   |

## Samenvatting
| Competitie                  | Totaal gespeeld | Winst Botswana | Gelijk | Winst Malawi | Doelsaldo Botswana – Malawi |
| --------------------------- | --------------- | -------------- | ------ | ------------ | --------------------------- |
| COSAFA Women's Championship | 3               | 1              | 2      | 0            | 4 − 2                       |
| Totaal                      | 3               | 1              | 2      | 0            | 4 − 2                       |